# Colt Python
La Colt Python è una rivoltella calibro .357 Magnum statunitense costruita dalla Colt's Manufacturing Company di Hartford nel Connecticut. Appartiene al segmento commerciale dei revolver di pregio.
Alcuni tra gli scrittori e collezionisti famosi di armi da fuoco hanno descritto il Python come uno dei più bei revolver di sempre., mentre lo storico ufficiale della Colt, R.L. Wilson, l'ha definita "la Rolls-Royce dei revolver Colt".

## Descrizione
La Colt Python è una pistola a doppia azione selettiva che utilizza la cartuccia .357 Magnum. 
Essa presenta caratteristiche innovative, come la bindella (la parte superiore della canna) forata, che svolge la doppia funzione di raffreddamento della canna in caso di uso prolungato e di contenimento del peso dell'arma.
Tuttavia le soluzioni tecniche che distinguono maggiormente la Python rispetto ai revolver del periodo sono la rotazione del tamburo, in senso orario rispetto al tiratore, e il perno del tamburo stesso, situato nel castello anziché sulla dentiera; ne consegue che il pulsante di svincolo del tamburo deve essere tirato all'indietro anziché spinto in avanti, e questo ne spiega la caratteristica forma ad invaso.
Le Python hanno una confermata reputazione di precisione, linearità nel funzionamento del grilletto e tenuta del tamburo; doti che ne hanno sancito un notevole successo commerciale.

## Storia
La produzione della Colt Python iniziò nel 1955 come modello di punta della casa e era in origine pensata come pistola di grandi dimensioni per il tiro di precisione in calibro .38 Special. Di conseguenza, aveva in dotazione sistemi di mira di precisione e regolabili, un grilletto dallo scatto lineare, costruzione solida con largo utilizzo di metallo. Quando il cane è armato, all'inizio della pressione sul grilletto, il tamburo viene bloccato e rimane in posizione ferma fino all'abbattimento del cane e conseguente sparo del colpo. Altri revolver, al contrario, in queste fasi hanno una residua mobilità del tamburo.
La Colt ha annunciato la fine della produzione delle Python modello Elite I nell'ottobre 1999, motivandola con la diminuzione delle vendite e l'aumento del prezzo di produzione. Il Colt Custom Gun Shop ha continuato a evadere piccoli ordini, creando un numero limitato di esemplari fino al 2005, data in cui anche questa produzione speciale è stata terminata.
Recentemente la Colt ha ripreso la produzione del modello Python. Il nuovo modello è realizzato in acciaio inox con canne da 4.25 e 6 pollici. La tacca di mira è stata riprogettata e sono state introdotte piccole modifiche migliorative.

## Curiosità
L'arma dà il nome al thriller francese Police Python 357, film del 1976 diretto da Alain Corneau, scritto da Daniel Boulanger ed interpretato da Yves Montand.
La Python è l'arma del detective Ryo Saeba, protagonista del manga e dell'anime City Hunter. Il primo film tratto dalla serie si intitola (in Italia) Amore, destino e una 357 Magnum.
È anche l'arma di Kenneth "Hutch" Hutchinson (David Soul) nella serie televisiva Starsky & Hutch, ma l'attore la usò ancora prima nel film Una 44 Magnum per l'ispettore Callaghan dove interpretava la parte di Davis (una della 4 reclute fresche di scuola che prestano servizio come agenti motociclisti della polizia stradale, ma sono in segreto dei tiratori scelti che hanno deciso di farsi giustizia da soli). Durante la finale del campionato di tiro con la pistola, lo stesso Callaghan (Clint Eastwood) chiede a Davis l'arma e spara 6 colpi.
È l'arma d'ordinanza di Rick Grimes nel fumetto The Walking Dead e nell'omonima serie (che porta per tutte le stagioni).
È una delle armi che possiede Jame Gumb nel romanzo Il silenzio degli innocenti di Thomas Harris.